# Snežana Hrepevnik
Snežana Hrepevnik (ur. 13 listopada 1948 w Belgradzie, zm. 13 maja 1981 tamże) – serbska lekkoatletka, specjalizująca się w skoku wzwyż, która reprezentowała Jugosławię.
Trzykrotna uczestniczka igrzysk olimpijskich: Meksyk 1968, Monachium 1972 oraz Montreal 1976. Mistrzyni uniwersjady (1970) oraz trzykrotna medalistka igrzysk śródziemnomorskich. Medalistka mistrzostw Jugosławii i wielokrotna reprezentantka kraju. Rekord życiowy: 1,87 (1976).

## Osiągnięcia
| Rok  | Impreza                     | Miejsce       | Lokata      | Wynik    |
| ---- | --------------------------- | ------------- | ----------- | -------- |
| 1967 | Europejskie igrzyska halowe | Praga         | 6. miejsce  | 1,70     |
| 1967 | Igrzyska śródziemnomorskie  | Tunis         | 1. miejsce  | 1,70     |
| 1967 | Półfinał pucharu Europy     | Wuppertal     | 1. miejsce  | 1,73     |
| 1968 | Europejskie igrzyska halowe | Madryt        | 4. miejsce  | 1,76     |
| 1968 | Igrzyska olimpijskie        | Meksyk        | 14. miejsce | 1,68     |
| 1969 | Mistrzostwa Europy          | Ateny         | 6. miejsce  | 1,77     |
| 1970 | Halowe mistrzostwa Europy   | Wiedeń        | 5. miejsce  | 1,76     |
| 1970 | Półfinał pucharu Europy     | Herford       | 1. miejsce  | 1,82     |
| 1970 | Uniwersjada                 | Turyn         | 1. miejsce  | 1,86 NUR |
| 1971 | Halowe mistrzostwa Europy   | Sofia         | 5. miejsce  | 1,76     |
| 1971 | Igrzyska śródziemnomorskie  | Izmir         | 1. miejsce  | 1,77     |
| 1971 | Mistrzostwa Europy          | Helsinki      | 8. miejsce  | 1,78     |
| 1972 | Igrzyska olimpijskie        | Monachium     | 19. miejsce | 1,76     |
| 1975 | Igrzyska śródziemnomorskie  | Algier        | 2. miejsce  | 1,80     |
| 1976 | Igrzyska olimpijskie        | Montreal      | 12. miejsce | 1,84     |
| 1977 | Halowe mistrzostwa Europy   | San Sebastián | 8. miejsce  | 1,80     |
| 1978 | Mistrzostwa Europy          | Praga         | 7. miejsce  | 1,85     |